# Nyakaledoniengräsfågel
Nyakaledoniengräsfågel (Cincloramphus mariei) är en fågel i familjen gräsfåglar inom ordningen tättingar.

## Utseende och läte
Nyakaledoniengräsfågeln är en rätt liten och långstjärtad brun tätting. Ovansidan är varmbrun, liksom flankerna, kontrasterande med vitt ögonbrynsstreck och vitt även på strupe och buk. Lätet är distinkt, ett torrt tvåstavigt "ch-tk!".

## Utbredning och systematik
Fågeln förekommer i gräsmarker och på öppna hedar på Nya Kaledonien. Den behandlas som monotypisk, det vill säga att den inte delas in i några underarter.

### Släktestillhörighet
Nyakaledoniengräsfågeln placeras traditionellt i släktet Megalurulus. DNA-studier från 2018 visar dock att arterna i Megalurulus inte är varandras närmaste släktingar utan bildar en klad tillsammans med arterna i Cincloramphus, fijigräsfågeln, timorgräsfågeln (Buettikoferella) samt rostgräsfågeln och papuagräsfågeln från Megalurus. Författarna till studien rekommenderar att alla dessa placeras i Cincloramphus som har prioritet, och denna hållning följs här.

### Familjetillhörighet
Gräsfåglarna behandlades tidigare som en del av den stora familjen sångare (Sylviidae). Genetiska studier har dock visat att sångarna inte är varandras närmaste släktingar. Istället är de en del av en klad som även omfattar timalior, lärkor, bulbyler, stjärtmesar och svalor. Idag delas därför Sylviidae upp i ett flertal familjer, däribland Locustellidae.

## Levnadssätt
Nyakaledoniengräsfågeln hittas i buskmarker, vanligast där det finns en blandning av korta buskage, täta stånd med ormbunkar och visst inslag av gräs. Arten är mycket skygg och avslöjas oftast av lätet.

## Status
Nyakaledoniengräsfågeln har ett begränsat utbredningsområde och beståndet tros därför vara relativt litet, uppskattat till mellan 1500 och 7000 vuxna individer. Den är dock vanlig och vida spridd. Dess levnadsmiljö är inte heller hotad och den tros inte minska i antal till följd av predation från invasiva arter. Internationella naturvårdsunionen IUCN kategoriserar arten som livskraftig.